# گرگ هاتن
گرگ هاتن (انگلیسی: Greg Haughton؛ زادهٔ ۱۰ نوامبر ۱۹۷۳) دونده، و ورزشکار دو و میدانی اهل جامائیکا است.